# Hearthstone
Ne doit pas être confondu avec Heartstone.
Hearthstone (anciennement Hearthstone: Heroes of Warcraft) est un jeu de cartes à collectionner en ligne, développé et édité par la société Blizzard Entertainment. C'est un jeu gratuit (free to play) s'inspirant de l'univers de fiction médiéval-fantastique du jeu vidéo Warcraft développé par Blizzard.
Annoncé le 22 mars 2013, le jeu sort officiellement le 11 mars 2014 sur Windows et OS X. Il est ensuite porté sur tablettes iPad le 17 avril 2014, puis Android le 16 décembre 2014,. Il est enfin proposé sur iPhone et les smartphones Android à compter du 15 avril 2015
Connaissant un grand succès à sa sortie, le jeu remporte le prix du meilleur jeu portable lors des Game Awards 2014. À la date de novembre 2018, Blizzard annonce avoir atteint le cap des 100 millions de joueurs inscrits au jeu. En février 2021, Blizzard annonce qu'un peu plus de 23 millions de joueurs actifs ont été comptabilisés pour l'année 2020.

## Présentation

Premier logo de Hearthstone, montrant son appartenance avec le jeu World of Warcraft.

### Inspiration
Le nom du jeu est inspiré d'un objet, l’Hearthstone (la « Pierre de foyer » en français), issu du MMORPG de Blizzard, World of Warcraft. Dans la version française de Hearthstone, l'aubergiste qui accueille les joueurs dans le jeu est nommé « Pierre Defoyer ».

### But du jeu
Au début d'une partie, le joueur choisit un des onze héros du jeu, issus du jeu Warcraft et un jeu de 30 cartes (un « deck »), préalablement créé par le joueur, pour disputer une bataille contre un joueur adverse dans l'un des différents modes de jeu. Les deux adversaires s'affrontent sur un plateau de jeu virtuel, similaire à un jeu de plateau.
Les héros disposent de 30 points de vie et d'un point de mana (ou 0) au premier tour de jeu, le mana disponible augmentant d'un point par tour, jusqu’à atteindre un maximum de 10 points. Les points de mana servent à activer les cartes du deck sur le plateau de jeu, ainsi que le pouvoir héroïque du héros. Le but du jeu est de réduire à zéro les points de vie du héros adverse, par l'utilisation de serviteurs, de sorts, d'armes (symbolisés par les cartes du deck du joueur) ou par l'utilisation du pouvoir héroïque du héros que contrôle le joueur (selon les cas). Si l'un des héros arrive à 0 point de vie, son icône sur le plateau de jeu explose, et son adversaire remporte la partie et les récompenses associées, le cas échéant.

## Cartes

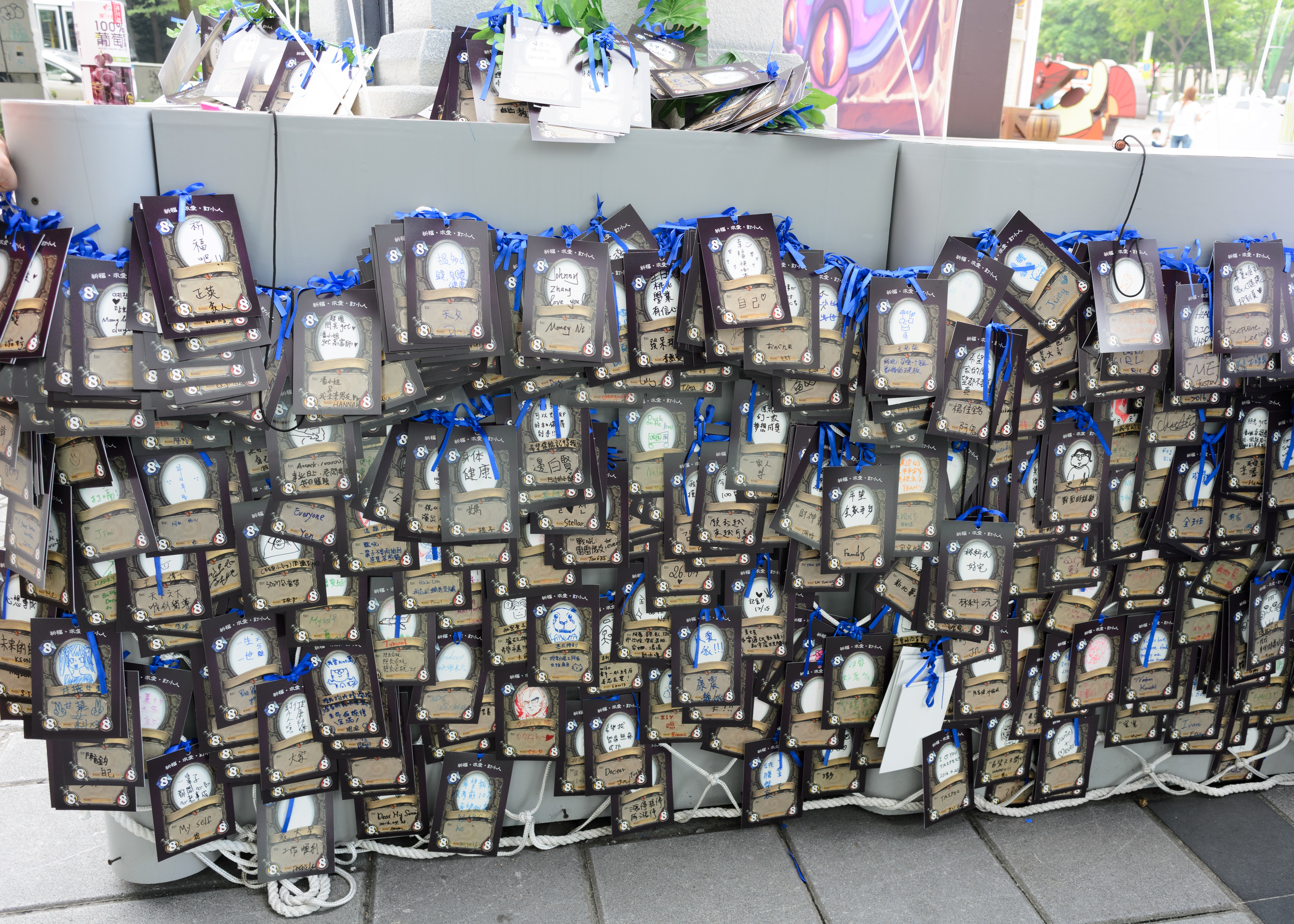
Objets publicitaires représentant le visuel des cartes du jeu.

### Types
Chaque carte de Hearthstone a un coût en mana pour être jouée, indiqué en haut à gauche de la carte (icône bleue). Les points de mana disponibles pour le joueur à chaque tour de jeu sont indiqués à la droite du portrait du héros.
Les cartes comprennent des serviteurs (notés x/x pour dégâts et points de vie), des armes (notés x/x pour dégâts et durabilité) et des sorts (avec le cout en mana uniquement). Toutes les cartes incluent une description de leur effet, et une illustration en couleur (qui peut s'animer, si la carte est dorée).
Les cartes fonctionnent de la manière suivante :
- les serviteurs, qui invoquent une créature sur le terrain de jeu. Un serviteur possède une valeur d'attaque (indiquée en bas à gauche), un nombre de points de vie (indiqué en bas à droite) et éventuellement une action spéciale, indiquée sur le visuel de la carte (comme une action à son arrivée en jeu, appelée « cri de guerre », une action à sa mort, appelée « râle d'agonie », ou tout autre capacité décrite sur la carte). Quand il est posé sur le plateau de jeu, un serviteur doit attendre un tour avant de pouvoir attaquer (sauf pour ceux avec l'effet Charge ou Ruée qui peuvent attaquer immédiatement). Quand un serviteur attaque un serviteur adverse, il reçoit des dommages équivalents à l'attaque de ce dernier. Toutefois, un serviteur ne prend pas de dégâts s'il attaque le héros adverse ;
- les sorts, qui effectuent une ou plusieurs actions spéciales ;
- les armes, qui permettent au héros d'attaquer en plus de ses serviteurs. Ces cartes possèdent une valeur d'attaque (indiquée en bas à gauche) et un nombre d'utilisation (la durabilité, en bas à droite). L'arme perd un point de durabilité lorsque le héros équipé de l'arme attaque. L'arme peut également être détruite de trois façons différentes : lorsqu'elle atteint 0 de durabilité, lorsque l'on équipe une seconde arme (l'arme équipée est alors remplacée par la nouvelle) ou lorsque l'adversaire joue certaines cartes spécifiques pour la détruire (« Limon des marais acides », « Sabotage », « Harrison Jones », etc.) ;
- les héros légendaires (depuis l'extension Trône de glace), des cartes « héros » qui se substituent aux héros standards. Lorsqu'une carte de ce type est jouée, elle permet d'ajouter plusieurs points d'armure au héros (indiqués en bas à droite de la carte) et de remplacer son pouvoir héroïque par une version améliorée. Ces cartes sont toutes de rareté « légendaire »[9],[10].

Les sorts peuvent être de différentes catégories : 
- ordinaires : faire des dégâts, soigner, piocher des cartes, voler des cartes à l'adversaire, etc. ;
- les secrets : des cartes qui préparent une action inconnue de l'adversaire et qui se déclenche pendant son tour, sous certaines conditions (jouer un serviteur, un sort, utiliser son pouvoir héroïque, etc.) ;
- les quêtes de classe (depuis l'extension Voyage au coeur d'Ungoro), des cartes de « quêtes » jouées en début de partie pour un point de mana, permettant de recevoir une récompense après avoir complété la quête plusieurs tours après (par exemple, la carte de la quête « Géants de la jungle » pour le Druide : « jouer cinq serviteurs avec 5 points d'attaque ou plus », pour recevoir la carte Barnabus qui réduit à zéro les points de mana des serviteurs du deck du joueur)[11],[12].

Les cartes peuvent avoir différents niveaux de rareté : « basique », « commune », « rare », « épique » et « légendaire ». Les cartes basiques sont débloquées après avoir atteint certains niveaux d'expérience avec les héros. Les autres sont facilement reconnaissables par la gemme qui se trouve sous leur illustration : une gemme blanche pour les communes, bleue pour les rares, violette pour les épiques et orange pour les légendaires ; les cartes légendaires ont en plus un dessin de dragon sur le dessus de l'illustration.
En plus de leur rareté, les cartes sont divisées en deux groupes : les cartes « neutres » (accessibles par toutes les classes) ou les cartes de « classe » (accessibles uniquement à une classe spécifique, c-à-d. à l'un des onze personnages du jeu). Les héros, les sorts (à l'exception de la carte « le puits de soleil ») et les armes (à l'exception de la carte « Sphère de sapience ») sont toutes des cartes de « classe ».
Les cartes sont toutes disponibles en deux exemplaires maximum dans la collection du joueur, sauf les cartes légendaires qui le sont en un seul exemplaire (cartes uniques) ; à cela, on peut rajouter pour chaque carte les versions dorées éventuelles (2 cartes normales plus 2 cartes dorées maximum, 1 + 1 pour les légendaires).

### Effets
Chaque carte (serviteur, sort, arme ou héros), quand elle est jouée ou posée sur le plateau de jeu, peut générer ou bénéficier d'actions spéciales supplémentaires, selon les caractéristiques propres à chaque carte. Ces actions sont liées à des mots-clés (partagés par plusieurs groupes de cartes), ceux-ci permettant une meilleure compréhension de la mécanique du jeu et raccourcissant le texte de la carte.
La liste suivante ne décrit que les principaux mots-clés des cartes d’Hearthstone[réf. nécessaire], étant donné que des mots-clés sont régulièrement ajoutés par les développeurs à chaque nouvelle extension du jeu.

### Obtention
Il existe trois façons différentes d'obtenir des cartes dans Hearthstone :
- celles provenant du jeu de base : chaque joueur débute avec des cartes de base, identiques pour tous. Il pourra débloquer le reste des cartes de base spécifiques aux classes au fur et à mesure qu'il monte le niveau de chacun de ses héros, jusqu'à les obtenir toutes au niveau 10 pour chaque classe ;
- celles provenant du jeu expert : les cartes du jeu expert sont créées (craft) dans le menu création de la collection. Cela nécessite de la « poussière arcanique » (Arcane dust) qui s'obtient en désenchantant d'autres cartes, ou en récompense du combat en Arène. Ces cartes « expert » sont aussi présentes dans les « packs experts » (au moins une carte Rare par paquet) achetables à raison de 100 pièces d'or par paquet dans la boutique, ou en récompense dans l'Arène avec 1 paquet assuré par session (possibilité d'avoir 2 paquets avec 12 victoires). Depuis une mise à jour, après une série en arène la récompense est au minimum un pack de cartes de la dernière extension la plus récente. Pour obtenir les packs experts classiques, il faut désormais les acheter dans la boutique en jeu. En parallèle de la sortie de l'extension Le Grand Tournoi, un nouveau système de récompenses (Le « Coffre ») a vu le jour. Celui-ci permet d'obtenir des cartes dorées (ainsi que des cristaux de  « poussière arcanique ») en fonction du meilleur rang atteint durant la saison en cours dans le ladder, c-à-d. en parties classées. On parle alors de « récompense de coffre ».
- celles provenant des aventures et des extensions

Il est aussi possible d'obtenir des cartes dorées en récompense d'Arène, après avoir obtenu 6 victoires au minimum. Ces cartes dorées proviennent alors du jeu expert.

### Création
Le mode Création (crafting) permet de fabriquer ou de « désenchanter » (détruire, ou « décrafter ») n'importe quelle carte du jeu, à l'exception des cartes de base (seules les cartes de type « expert » et celles des extensions peuvent être désenchantées). Lorsqu'une carte est « désenchantée », le joueur obtient en contrepartie de la « poussière arcanique » (Arcane dust), qui lui permet de créer (« crafter ») d'autres cartes. La poussière arcanique est obtenue soit en désenchantant des cartes, soit en récompense à la suite de combats en Arène.
Le coût en poussière arcanique lors de la création d'une carte — ou du gain en poussière lors d'un désenchantement — varie en fonction de la rareté de la carte, mais aussi du fait qu'elle soit « dorée » ou non. Le faible montant en poussière arcanique récupérée lors d'un désenchantement d'une carte (par rapport au montant nécessaire pour créer la même carte, surtout si elle est dorée), doit inciter les joueurs à être prudents lorsqu’ils créent ou détruisent des cartes, leur capital en poussière arcanique étant rapidement dépensé. De plus, certaines cartes, non utilisées pendant un moment (car devenues non compétitives par rapport à celles des nouvelles extensions) peuvent se révéler par la suite être indispensables, notamment grâce à l'arrivée d'une nouvelle extension qui donne à certaines cartes de nouvelles possibilités d'utilisation.
| Valeur en « poussière arcanique » d'une carte, |          |                 |                  |                         |
| Type                                           | Création | Désenchantement | Création (dorée) | Désenchantement (dorée) |
| Commune                                        | 40       | 5               | 400              | 50                      |
| Rare                                           | 100      | 20              | 800              | 100                     |
| Épique                                         | 400      | 100             | 1600             | 400                     |
| Légendaire                                     | 1600     | 400             | 3200             | 1600                    |

### Dos de cartes
Il est possible de collectionner des dos de cartes, qui permettent de personnaliser son deck. On les obtient de différentes manières :
- en gagnant cinq matchs en parties classées (ladder) avant la fin de chaque saison (c'est-à-dire à chaque fin de mois) ; auparavant (avant la sortie de l'extension « Bois Maudit »), il fallait arriver au rang 20 en parties classées ;
- en accomplissant des hauts-faits (ex : atteindre le rang Légende, défier des joueurs proches, etc.) ;
- en ayant vaincu tous les Boss des différentes aventures (La malédiction de Naxxramas, le Mont Rochenoire, la Ligue des explorateurs) en mode Héroïque ;
- en achetant d'autres produits Blizzard (ex : édition collector de Warlords of Draenor[19], édition Origin de Overwatch ou en jouant à Heroes of the Storm, etc.) ;
- en ayant précommandé l'aventure du Mont Rochenoire[20] ;
- en ayant précommandé des paquets de cartes des nouvelles extensions ;
- en achetant une des nouvelles apparences de héros[21] ;
- en récompense d'un événement (Bras de fer de fin d'année, nouvelle extension, etc.) ;
- en achetant le dos de carte temporaire dans la boutique du jeu contre 500 pièces d'or ou 2,99 €.

### Mode Standard et Libre, cartes du Panthéon
Le mode « Standard » du jeu ne permet de jouer qu'avec les cartes des extensions des deux dernières années ; le mode « Libre » (Wild) permet de jouer avec toutes les cartes disponibles du joueur, plus celles du Panthéon.
Les cartes entrant au « Panthéon » (Hall of Fame) ne peuvent plus être obtenues dans les paquets de cartes classiques, et doivent être créées avec de la Poussière arcanique. Elles ne peuvent plus être jouées dans le format « Standard », compétitif, mais peuvent toujours être utilisées dans le mode de jeu « Libre » (Wild).
- En 2017, lors de l'année du Mammouth[24], six cartes entrent au Panthéon : « Puissance accablante », « Drake azur », « Sylvanas Coursevent », « Ragnaros », « Javelot de glace » et « Dissimuler »[22].
- En 2018, lors de l'année du Corbeau, trois cartes entrent au Panthéon : « Bloc de glace », « Géant de lave » et « Oracle froide-lumière »[25].
- En 2019, lors l'année du Dragon, neuf cartes entrent au Panthéon : « Acclimatation », « Garde funeste », « Faveur divine », « Genn Grisetête », « Baku la Gobe-lune », « Cerf sinistre », « Chat noir », « Phalène lumineux » et « Anguille bourbefoudre »[26].
- En juillet 2019, lors du patch 14.6, deux nouvelles cartes entrent au panthéon (« Disparition » et « Attaque mentale ») tandis que dix nouvelles cartes sont ajoutées aux sets de base et classique[27].
- En avril 2020, lors de l'année du Phénix, plusieurs cartes neutres entrent au panthéon : « Leeroy Jenkins », « Géant des montagnes », « Contrôleur mental », « Acolyte de la souffrance » et « Brise-sorts », plus six cartes du Prêtre : « Prophète Velen », « Forme d'Ombre », « Prêtresse auchenaï », « Flammes sacrées », « Clerc de Comté-du-Nord » et « Esprit divin »[28].

En février 2021, Blizzard annonce des changements importants pour le jeu avec l'arrivée de l'ensemble « Fondamental » (Core) pour le mode Standard (qui remplace les cartes de base, les cartes classiques et celles du Panthéon) et de l'arrivée de l'ensemble « Héritage » (anciennes cartes de base, classiques et du Panthéon) pour le format Libre. L’ensemble « Fondamental » propose 235 nouvelles cartes gratuites, permettant à tous types de joueurs de disposer d’une collection récente de cartes de départ afin de rendre le jeu plus accessible aux nouveaux joueurs.

## Classes
Onze personnages (au départ neuf), issus de l'univers de jeu vidéo Warcraft, sont jouables dans Hearthstone.
Chaque personnage représente l'une des dix classes de personnage du jeu. Chaque classe possède un pouvoir héroïque particulier et a accès à des cartes spécifiques. Les classes sont le Chaman, le Chasseur, le Chasseur de démons, le Chevalier de la mort, le Démoniste, le Druide, le Guerrier, le Mage, le Paladin, le Prêtre et le Voleur.
La boité déroutante ci-dessous décrit les mécaniques spécifiques de chaque classe.

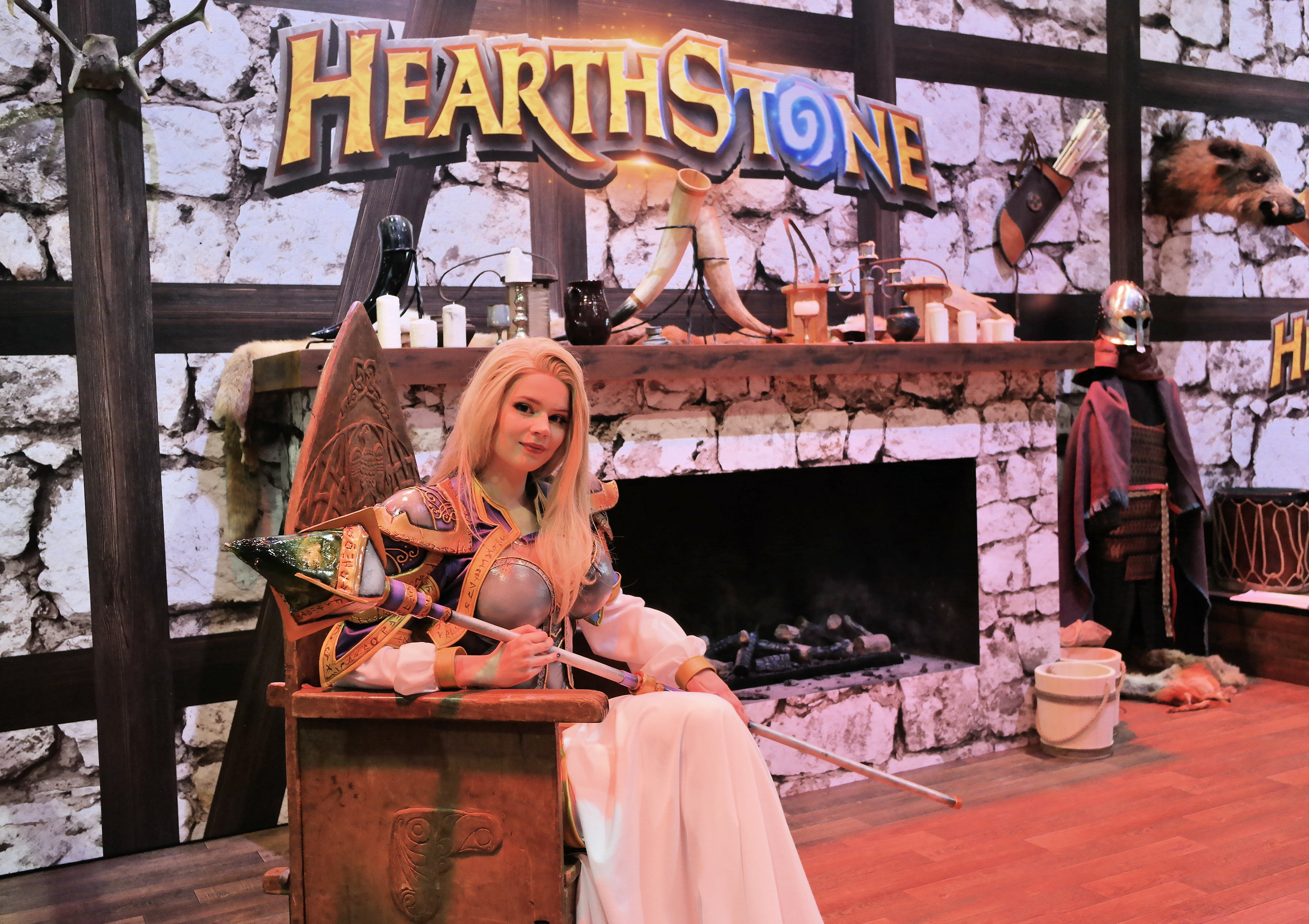
Cosplay du personnage de Jaina Portvaillant (classe de Mage).
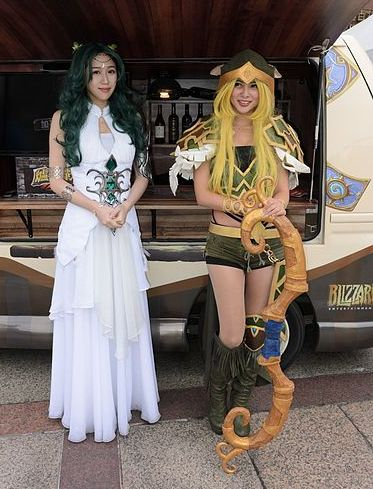
Cosplay des personnages de Tyrande Murmevent (Prêtre) et Alleria Coursevent (Chasseur).
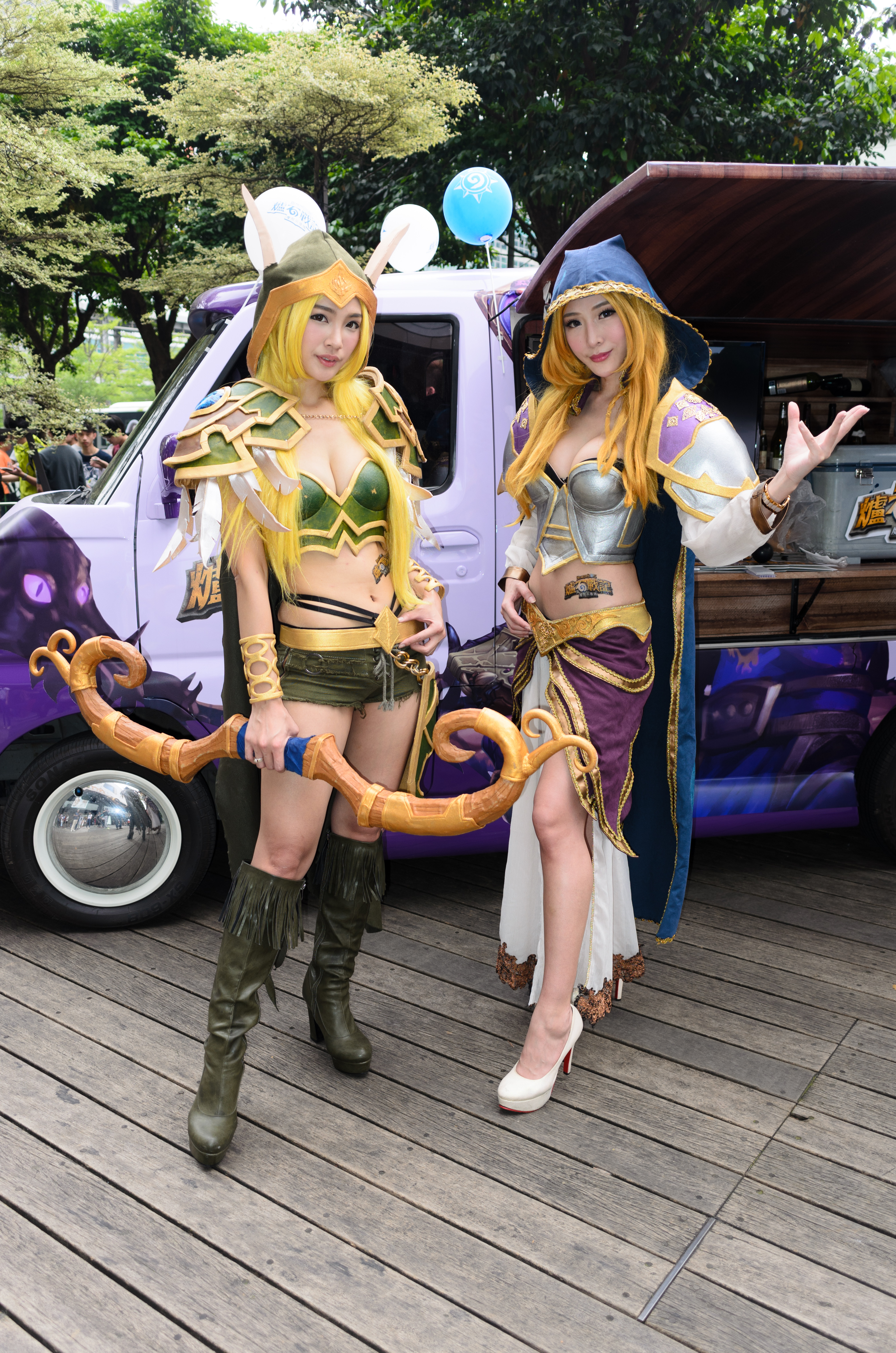
Cosplay des personnages d'Alleria Coursevent (Chasseur) et Jaina Portvaillant (Mage).

## Modes de jeu

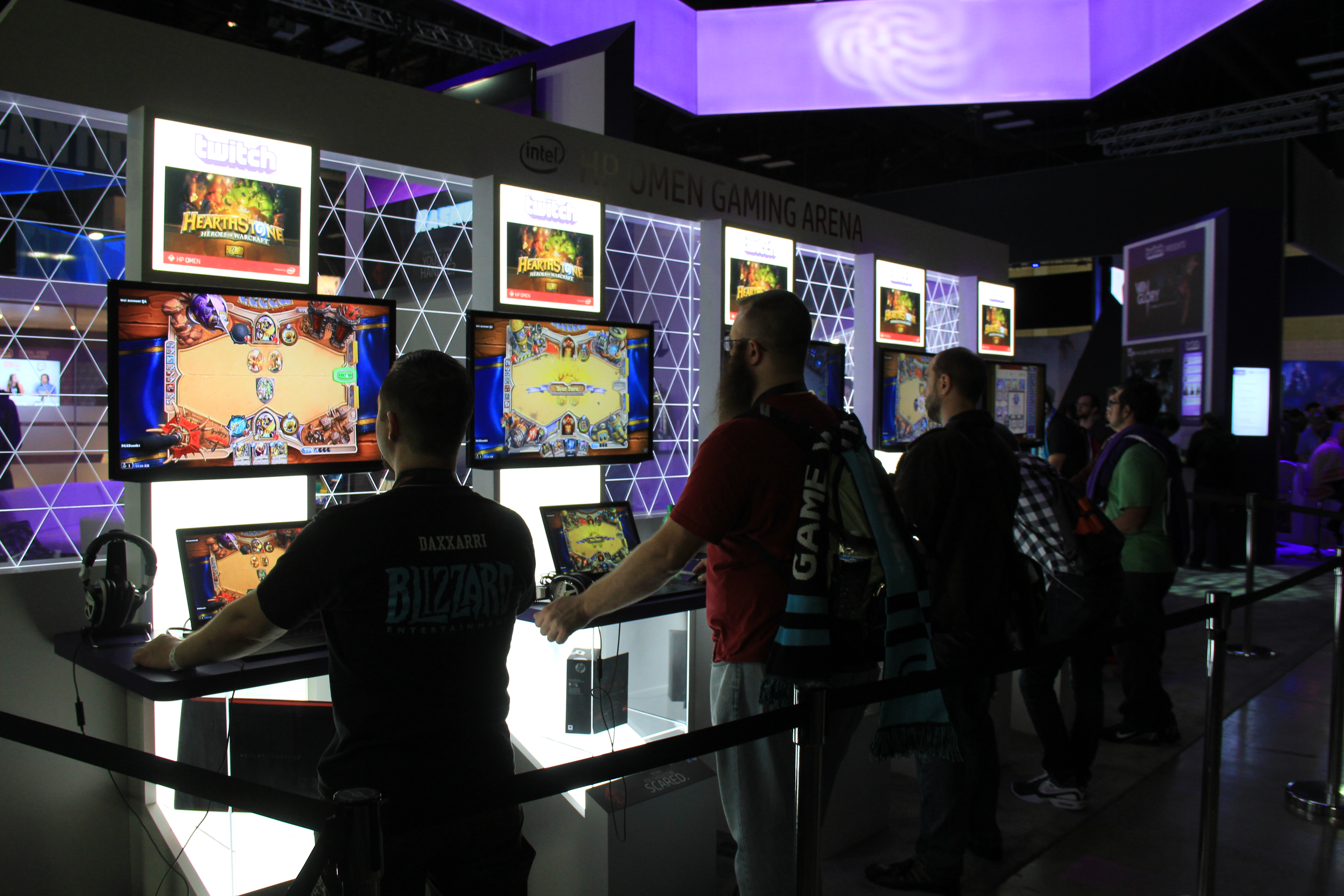
Joueurs d’Hearthstone lors de la PAX 2015.

Au départ, trois modes de jeu sont disponibles dans Hearthstone : les modes « Partie », « Aventures » et « Arène ». Par la suite, est rajouté le mode « Bras de fer ».
Peu avant la sortie de la treizième extension, L'Envol des Dragons, un cinquième mode de jeu est disponible : les « Champs de bataille ».
Lors de l'annonce de la seizième extension, Folle journée à Sombrelune, un sixième mode de jeu est annoncé : les « Duels ».
Un septième mode est ensuite introduit, le mode « Mercenaires » (Mercenaries).

### Partie
Dans le mode « Partie », subdivisé en « partie non classée » et « partie classée » (ranked), le joueur affronte d'autres joueurs en utilisant un deck personnalisé qu'il a préalablement construit.
Les parties classées et non classées peuvent être disputées en mode « Standard » ou « Libre » (Wild). Le mode « Standard » ne permet de jouer qu'avec les cartes des deux dernières années, le mode « Libre » permet de jouer avec toutes les cartes disponibles du joueur.
Le mode « partie classée » constitue le ladder du jeu, c'est-à-dire le classement mensuel des joueurs en mode compétitif. Durant chaque saison, correspondant aux mois calendaires, la position des joueurs dans le classement évolue, en fonction de leur nombre de victoires et de défaites.
Le classement des parties classées est composé de 5 « ligues », chacune divisée en 10 rangs. Les joueurs débutent chaque saison en « Bronze 10 » et progressent jusqu’en « Bronze 1 » avant d’être promus en ligue « Argent », puis « Or », « Platine » et « Diamant », pour enfin atteindre le rang « Légende ». Chaque ligue est dotée de paliers aux rangs 10 et 5, sous lesquels le joueur ne pourra plus tomber en cas de défaite. Les nouveaux joueurs ont accès à une ligue à part entière, allant du rang 40 à 1 ,.
Arrivé au rang « Légende », le joueur peut concourir à la place de numéro 1 au classement Légende de sa région (Amérique/Europe/Asie),  ce qui permet d'obtenir des points permettant, avec ceux reçus lors des compétitions officielles organisée par Blizzard (tournois), de se qualifier pour les préliminaires du championnat du monde, ainsi que pour le tournoi de la dernière chance. Les champions saisonniers obtiennent une place pour le championnat du monde qui se tient à la BlizzCon tous les ans.
Avant l'année du Phénix (avril 2020), il existait 50 rangs différents, allant des rangs 50 à 25 (réservés aux débutants) puis, ensuite les rangs 25 jusqu'au rang 1 (l'« Aubergiste ») et enfin le rang « Légende ». À chaque début de saison, le classement était revu et tous les joueurs perdaient 4 rangs (le rang « Légende » étant considéré comme le rang zéro). Le fonctionnement du rang « Légende » était le même qu'actuellement.

### Aventures
Dans le mode « Aventures », le joueur affronte un adversaire géré par le programme. Il est divisé en plusieurs sous-modes :
- Entraînement : dans ce mode à deux niveaux de difficulté, « Normal » et « Expert », le joueur se bat contre un héros joué par l'Aubergiste (IA) et peut s'entraîner pour connaître les différentes mécaniques du jeu. Il tester les nouvelles cartes obtenues et/ou expérimenter de nouvelles stratégies. Au début du jeu, il est nécessaire de vaincre toutes les classes dans ce mode pour pouvoir les débloquer.
- Aventures : toutes les aventures sorties depuis la première extension du jeu (Naxxramas, Mont Rochenoire, Ligue des Explorateurs et Karazhan) sont jouables dans ce mode de jeu, permettant de gagner (selon les cas) des cartes supplémentaires. Voir la section « Aventures et extensions » pour plus de détails.

Par la suite, depuis l'extension Chevaliers du Trône de glace, des mini-aventures solo remplacent les aventures en tant que telles, qui s'ajoutent aux (ou remplacent les) aventures traditionnelles proposées auparavant.

### Arène
Dans le mode « Arène » (Arena), pour un coût de 1,99 € ou 150 pièces d'or (la monnaie virtuelle du jeu), le joueur est amené à construire son deck en choisissant consécutivement chacune de ses cartes parmi trois proposées, jusqu'à en avoir un total de 30. Les cartes disponibles sont indépendantes des cartes possédées par le joueur.
Le joueur affronte alors d'autres joueurs, successivement, jusqu'à atteindre 3 défaites (ou 12 victoires, à la mise à jour 1.0.0.4217). Le score (et les récompenses associées) correspond alors à son nombre de victoires avant d'avoir atteint les 3 défaites ou les 12 victoires.

### Bras de fer
Dans le mode « Bras de Fer » (Brawl), deux joueurs s'affrontent avec des decks qu'ils doivent construire sous certaines conditions (ou éventuellement en utilisant des decks pré-construits), tournant assez souvent autour d'un thème particulier.
Les Bras de Fer changent chaque semaine. Ils peuvent être effectués soit contre un adversaire aléatoire, soit en duel amical (c'est-à-dire contre une personne de sa liste de contacts). Le Bras de fer est disponible chaque semaine du mercredi en début de soirée (heure française, sur le serveur européen) jusqu'au mercredi suivant. La première victoire obtenue lors d'un Bras de fer est généralement récompensée par un paquet de cartes classiques, voire un dos de cartes spécial (lors du BdF de Noël par exemple).

### Champs de bataille
Fonctionnement : dans le mode « Champs de bataille » (Battlegrounds), 8 joueurs s'affrontent dans une série de combats automatiques sous format d'auto battler, avec la possibilité de gérer le plateau de jeu en recrutant des serviteurs, jusqu'à ce qu'il ne reste plus qu'un vainqueur. En début de partie, les joueurs choisissent un héros parmi 2 ou 4 possibles (selon s'ils possèdent un passe spécial, qui doit être acheté). Chaque héros possède un pouvoir héroïque différent et unique à ce mode de jeu, parfois passif (= pas besoin de pièces d'or pour l'utiliser). Dans ce mode de jeu, ce n'est pas le mana qui est utilisé mais des pièces d'or.
Les recrutements : lorsque les joueurs ont choisi leur héros, Une séance de recrutement de serviteur se met en place, au début de la partie, les joueurs commence avec 3 pièces d'or, le prix d'un serviteur. Plus la partie défilent (tour 2,3,4,...) plus vous avez de pièces au début du tour (+1 à chaque tour pour arriver a 10 pièces). Il est possible d'avoir plus de pièces avec des sorts achetable dans la taverne (Prix variés)
Les combats : après une phase de recrutement vient une phase de combats, Les serviteurs que vous avez sur votre plateau (pas dans votre main) se battent contre les serviteurs d'un autre joueur, à la fin du tour, vous infliger des dégâts s'il vous reste un serviteur ou plus et plus et inversement pour votre adversaire, vous infliger plus de dégâts en fonction du niveau de taverne des serviteurs (de 1 à 6)

### Duels
Dans le mode « Duels », le joueur affronte d'autres joueurs lors de duels épiques : les joueurs choisissent un héros, un pouvoir héroïque et un trésor de départ, puis construisent un deck au fur et à mesure de leurs parties.
Ce mode de jeu est basé sur la mini-aventure des « Virées en donjon », apparue avec l'extension Kobolds et Catacombes.
Le mode Duels a été retiré du jeu le mardi 16 juin 2024, avec la mise à jour 29.2

## Aventures et extensions
Hearthstone est régulièrement mis à jour, que ce soit au niveau du logiciel-client du jeu, mais aussi au niveau du contenu. À peu près tous les quatre mois, sort une nouvelle extension qui apporte un contenu supplémentaire au jeu.
Au départ, des extensions du jeu (cartes supplémentaires) et des aventures (donjon spécial avec des boss donnant de nouvelles cartes) se succèdent régulièrement. Par la suite, depuis la quatrième extension, Main basse sur Gadgetzan, seules des extensions sont proposées, celles-ci comprenant (à partir de Chevaliers du Trône de glace) des mini-aventures qui ne donnent plus nécessairement des cartes, mais offrent un gameplay différent des parties normales ou des autres modes de jeu déjà présents.
Les différents suppléments ajoutés au jeu sont (dans l’ordre chronologique) :
- première aventure : La malédiction de Naxxramas (Curse of Naxxramas)
- première extension : Gobelins et Gnomes (Goblins vs. Gnomes)
- seconde aventure : Le Mont Rochenoire (Blackrock Mountain)
- seconde extension : Le Grand Tournoi (The Grand Tournament)
- troisième aventure : La Ligue des Explorateurs (League of Explorers)
- troisième extension : Les Murmures des Dieux très anciens (Whispers of the Old Gods)
- quatrième aventure : Une nuit à Karazhan (One Night in Karazhan)
- quatrième extension : Main basse sur Gadgetzan (Mean Streets of Gadgetzan)
- cinquième extension : Voyage au centre d’Un’Goro (Journey to Un'Goro)
- sixième extension : Chevaliers du Trône de glace (Knights of the Frozen Throne)
- septième extension : Kobolds et Catacombes (Kobolds & Catacombs)
- huitième extension : Bois Maudit (The Witchwood)
- neuvième extension : Projet Armageboum (The Boomsday Project)
- dixième extension : Les Jeux de Rastakhan (Rastakhan's Rumble)
- onzième extension : L'Éveil des ombres (Rise of Shadows)
- douzième extension : Les Aventuriers d’Uldum (Saviors of Uldum)
- treizième extension : L'Envol des Dragons (Descent of Dragons), plus Le Réveil de Galakrond (Galakrond's Awakening)
- quatorzième extension : Les Cendres de l'Outreterre (Ashes of Outland), plus Initié chasseur de démons (Demon Hunter Initiate)
- quinzième extension : L'Académie Scholomance (Scholomance Academy)
- seizième extension : Folle journée à Sombrelune (Madness at the Darkmoon Faire), plus Courses de Sombrelune (Darkmoon Races)
- dix-septième extension : Forgés dans les Tarides (Forged in the Barrens)
- dix-huitième extension : Unis à Hurlevent (United in Stormwind), plus Mortemines (Deadmines)
- dix-neuvième extension : Divisés dans la vallée d'Alterac (Fractured in Alterac Valley)
- vingtième extension : Au cœur de la cité engloutie (Voyage to the Sunken City)
- vingt-et-unième extension : Meurtre au Château Nathria (Murder at Castle Nathria)
- vingt-deuxième extension : La Marche du Roi Liche (March of the Lich King)
- vingt-septième extension : Paradis en péril  (Perils in Paradise)
- vingt-huitième extension : La Ténèbre de l’au-delà  (The Great Dark Beyond)
- vingt-neuvième extension : Voyage dans le rêve d'émeraude (Into the Emerald Dream)

,,

## Compétitions

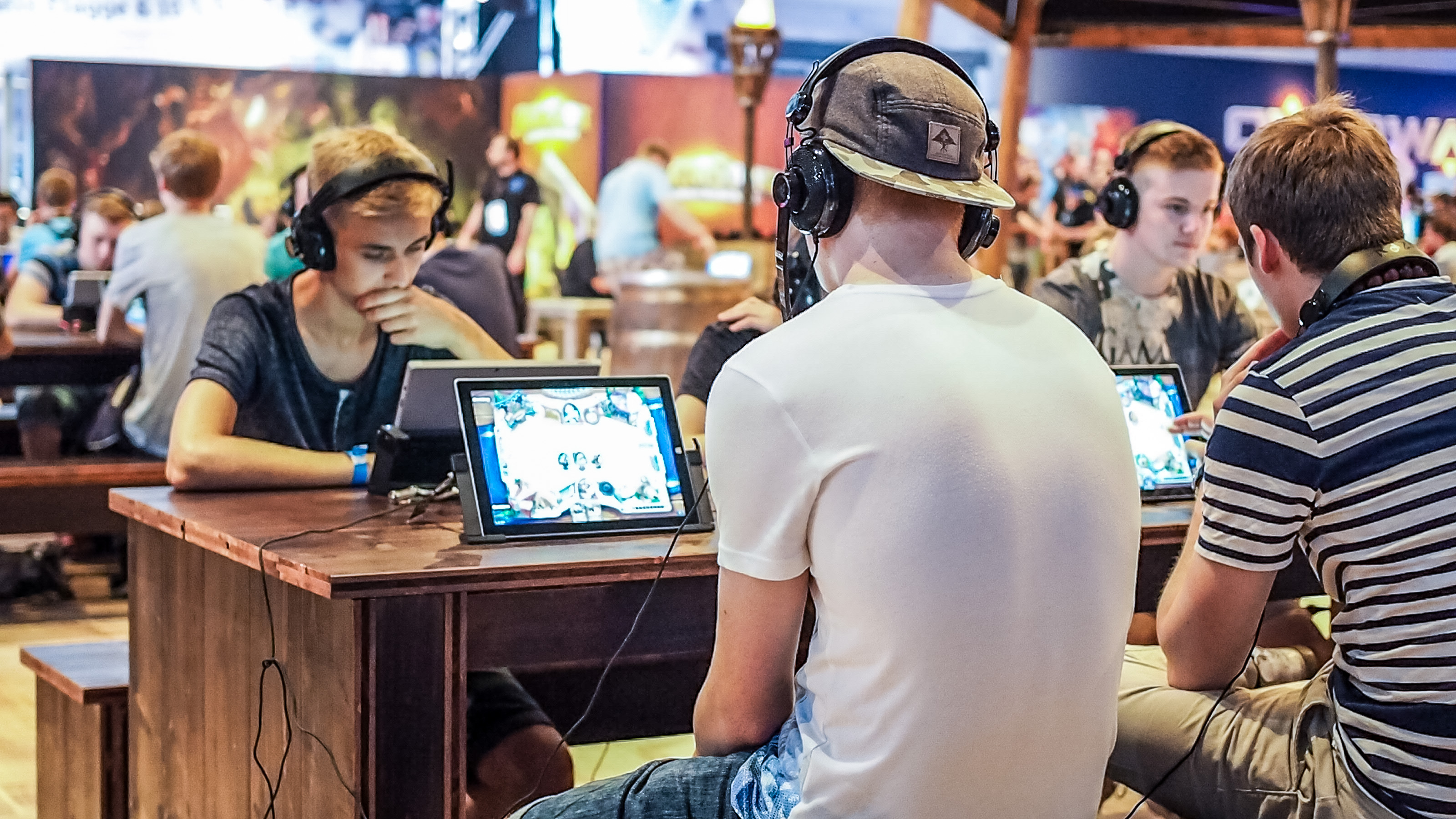
Des joueurs d’Hearthstone lors de la Gamescom 2015.

### Tournois
Différents tournois de sport électronique ayant pour cadre Hearthstone sont organisés par Blizzard :
- HCT (Hearthstone Championship Tour) : championnat du monde annuel, avec la finale à la BlizzCon en janvier de l'année suivante (depuis 2017 ; auparavant, en novembre de la même année) qui regroupe les joueurs du monde entier. Il faut se qualifier avec un système de points obtenus via le ladder et certains tournois en ligne et hors-ligne ; les 64 meilleurs joueurs de chaque région peuvent alors participer aux phases finales saisonnières régionales (hiver, printemps, été). La phase finale mondiale regroupe alors 16 joueurs[68].
- HGG (Hearthstone Global Games) : tournoi communautaire qui regroupe 48 pays. Le meilleur joueur de chaque pays au classement par points est capitaine d'équipe, puis tous les joueurs peuvent voter pour trois autres joueurs. Le format est classique, avec une phase de poules puis des éliminations directes[69].

### Championnats du monde
Les championnats du monde annuels d’Hearthstone se déroulent durant les HCT (Hearthstone Championship Tour) en fin d'année, puis lors de la finale à la BlizzCon, au début de l'année suivante.
- 2014 : James « Firebat » Kosteich (États-Unis), premier champion du monde en battant en finale Wang « Tiddler Celestial » Xieyu[70] (Chine) 3-0[71].
- 2015 : Sebastien « Ostkaka » Engwall (Suède), second champion du monde en battant en finale Dylan « Hotform » Mullins (Canada) 3-0[72].
- 2016 : Pavel « Pavel » Beltukov (Russie), troisième champion du monde en battant en finale Artem « DrHippi » Kravets (Ukraine)[73] 4-2[74],[75].
- 2017 : Chen « tom60229 » Wei Lin (Taïwan), quatrième champion du monde en battant en finale Frank « Fr0zen » Zhang (États-Unis) 3-2[76],[77].

Note : à partir de ce quatrième championnat du monde, prévu à la fin 2017, la finale de celui-ci prend place en janvier 2018. La date du championnat est déplacée en début d'année suivante pour mieux tenir compte de la rotation annuelle du mode Standard du jeu.
- 2018 : Casper « Hunterace » Notto (Norvège), cinquième champion du monde en battant en finale Torben « Viper » Wahl (Allemagne) 3-2[79].
- 2019 : Xiaomeng « VKLiooon » Li (Chine), première femme championne du monde en battant en finale Brian « Bloodyface » Eason (États-Unis) 3-0[80].
- 2020 : Kenta « Glory » Sato (Japon), septième champion du monde en battant en finale Jaromír « Jarla » Vyskočil (République tchèque) 3-1[81].
- 2021 : Wataru "Posesi" Ishibashi (Japon), huitième champion du monde en battant en finale le champion du monde 2020, Kenta "Glory" Sato (Japon), 3-2
- 2022 : Raphael "Bunnyhoppor" Peltzer (Allemagne), neuvième champion du monde l'emporte contre Jack "DeadDraw" Bancroft (Royaume-Uni), 3-1.
- 2023 : Tom "PocketTrain" Swinton (Royaume-Uni), l'emporte contre CJKaka (Chine), 3-0.

## Accueil

### Critiques
| Hearthstone: Heroes of Warcraft |      |         |
| Média                           | Nat. | Notes   |
| Eurogamer                       | US   | 100 %   |
| Game Informer                   | US   | 90 %    |
| Gamekult                        | FR   | 80 %    |
| GameSpot                        | US   | 80 %    |
| IGN                             | US   | 90 %    |
| Jeuxvideo.com                   | FR   | 16/20   |
| PC Gamer                        | US   | 80 %    |
| Compilations de notes           |      |         |
| Metacritic                      | US   | 88 %    |
| GameRankings                    | US   | 87.27 % |

### Nombre de joueurs
En septembre 2014, le jeu compte déjà 20 millions de joueurs enregistrés,.
En janvier 2015, le jeu dépasse les 25 millions de joueurs enregistrés. Le 6 mai 2015, Activision Blizzard annonce que Hearthstone et Destiny ont généré quasiment un milliard de dollars.
En avril 2016, Blizzard annonce dans un communiqué que le jeu compte plus de 50 millions de joueurs enregistrés, avec un bond de 10 millions de comptes en cinq mois depuis novembre 2015,.
En mai 2017, Blizzard annonce sur le blog du jeu avoir atteint le cap des 70 millions de joueurs inscrits,.
En novembre 2018, Blizzard annonce avoir atteint le cap des 100 millions de joueurs inscrits au jeu.
En février 2021, Blizzard annonce dans un infographie qu'un peu plus de 23 millions de joueurs actifs ont été comptabilisés pour l'année 2020.

## Controverses

### Blitzchung
En octobre 2019, lors du tournoi Grandmasters Asie-Pacifique, le grand vainqueur du tournoi, le hong-kongais Ng Wai Chung alias Blitzchung, exprime lors d'une interview avec les deux commentateurs du tournoi son soutien aux manifestants hong-kongais en arborant des lunettes de ski et un masque à gaz. Depuis plusieurs mois, ce joueur n'avait pas fait mystère de son soutien au mouvement. Par cette action, le joueur souhaitait attirer davantage l'attention sur le mouvement de révolte qui agite son pays : « Je sais ce que mon geste sur le stream implique. Je peux avoir beaucoup d'ennuis, même s'agissant de ma sécurité dans la vie réelle. Mais je pense que c'est mon devoir de dire quelque chose sur ce problème ».
À la suite de l'interview, Blizzard Entertainment publie un communiqué indiquant que le joueur est banni du jeu pendant 1 an et voit ses gains de tournois annulés, l'éditeur indiquant également prendre des sanctions contre les deux commentateurs ayant interviewé Blitzchung, conformément au règlement officiel de la compétition. Pour Blizzard, cette interview « violait les dispositions du paragraphe 6.1 (o) du règlement officiel de la compétition des Hearthstone Grandmasters 2019 et constituait un comportement individuel qui ne représente ni Blizzard ni Hearthstone Esports ».
À la suite de cette sanction, des réactions assez vives sont exprimées au sein de la communauté des joueurs d'Hearthstone, mais aussi auprès de certaines autorités comme le Sénat américain, qui critiquent la prise de position de l'éditeur américain. Par ailleurs, certains employés de Blizzard apportent leur soutien à Blitzchung en recouvrant des plaques arborant les valeurs de l'entreprise,,.
Après la polémique, le directeur de Blizzard, J. Allen Brack, publie un communiqué dans lequel il évoque le problème ; avec le recul, la sanction n’était pas adéquate et Blizzard a réagi trop rapidement. Il annonce la décision de réduire de moitié les sanctions appliquées à Blitzchung (qui pourra toucher ses gains de tournoi) et aux commentateurs qui l'ont interviewé. À l'avenir, Blizzard continuera d'appliquer les règles de tournoi pour s'assurer que leurs émissions officielles restent concentrées sur le jeu et que celui-ci ne constitue pas une plate-forme de partage des opinions sociales ou politiques. De son côté, le joueur incriminé Blitzchung précise que dorénavant il prendra plus de précautions à ce sujet et qu'il exprimera ses opinions ou son soutien à Hong Kong via des plateformes personnelles.

### Introduction des hauts-faits et du parcours de récompenses
En novembre 2020, peu après la sortie de l'extension Folle journée à Sombrelune, sont ajoutés au jeu les fonctionnalités du « système de progression » (« hauts-faits » qui récompensent des actions dans le jeu — une refonte des Achievements) et le « parcours de récompense » (refonte des quêtes journalières pour obtenir des paquets de cartes gratuits).
Ces nouveautés suscitent la controverse de la part de la communauté du jeu, notamment en ce qui concerne la perte du gain des 10 pièces d'or toutes les trois victoires dans le jeu, le montant jugé trop faible des récompenses et enfin la progression du parcours de récompenses, jugée trop lente par rapport à l’ancien système.
Le 7 décembre 2020, Ben Lee, le directeur du jeu annonce des changements pour le parcours de récompense (suppression ou modification de certaines quêtes journalières problématiques, amélioration des récompenses et ajustements divers pour rendre les quêtes moins difficiles),.